# 土卫二十一
土卫二十一又直接音譯為「特弗斯」或「塔沃斯」（S/2000 S 4, Tarvos），是土星的一颗顺行不规则卫星。它是由约翰·卡韦拉斯等人于2000年9月23日发现，被临时命名为S/2000 S 4。该卫星在2003年8月被命名为Tarvos，命名来源于高卢神话中的Tarvos，被描绘为一只背上扛着三只鹤的公牛神。

## 概述
這顆衛星半长轴約為18,562,800公里，繞土星公轉週期944.23天，與黃道及土星赤道的軌道傾角為34.679°，軌道離心率0.5305。它是加尔刻群不规则卫星的一员。

## 起源
由于土卫二十一的轨道与土卫二十六相似，并且显示出类似的浅红色，因此人们认为它可能来源于一个共同的祖先的破碎，或者是土卫二十六的碎片之一。